# Acontius stercoricola
Acontius stercoricola är en spindelart som först beskrevs av Denis 1955.  Acontius stercoricola ingår i släktet Acontius och familjen Cyrtaucheniidae.
Artens utbredningsområde är Guinea. Inga underarter finns listade i Catalogue of Life.